# Abundius Sakristán
Abundius Sakristán (? - 564?) byl kostelníkem kostela svatého Petra v Římě.
Jeho život byl údajně inspirací pro všechny, kdo ho znali. Bylo mu připisováno několik zázraků. Svatý Řehoř I. Veliký ve svém díle Dialogy uvádí, že svými modlitbami zázračně uzdravil někoho ze dny. Další příběh zázračného uzdravení vypráví o mladé ženě, která trpěla obrnou. Když se modlila za své uzdravení, ve vidění se ji zjevil svatý Petr, který ji řekl, aby šla za Abundiem. Žena Abundia neznala, ale vyhledala ho. Podle legendy ji Abundius vzal za ruku a vyzval ji, aby se postavila na nohy. Žena se postavila, všechny šlachy a části jejího těla se zázračně uzdravily a po bývalé chorobě nezůstaly žádné známky. Zemřel asi roku 564 v Římě. Pohřben byl v Bazilice svatého Petra. Ve stejném díle sv. Řehoř I. Veliký také zmínil svatého Theodora, dalšího kostelníka z kostela svatého Petra, který žil před Abundiem.
Římské martyrologium slaví svátek svatého Abundia 14. dubna.